# Choltice
Choltice – miasteczko w regionie Pardubice w Czechach.
Wioski Ledeč i Podhorky są częściami administracyjnymi gminy Choltice.
1 stycznia 2017 gminę zamieszkiwało 1121 osób, a ich średni wiek wynosił 41,6 roku.  
Z Choltic wywodzi się rodzina szlachecka Sedlnickich.